# Julian Kern
Julian Kern (Breisach, 28 de diciembre de 1989) es un exciclista alemán.

## Trayectoria
En 2011 Kern fue campeón de Europa en ruta en categoría sub-23. En agosto de 2012 firmó un contrato para las temporadas 2013 y 2014 con el equipo Ag2r La Mondiale, debutando con su nuevo equipo a principios de 2013 al competir en el Tour Down Under.
El 13 de noviembre de 2014 anunció su retirada del ciclismo tras cinco temporadas como profesional y con 24 años de edad debido a la falta de ofertas para continuar su profesión.

## Palmarés
2011
- Campeonato Europeo en Ruta sub-23

2012
- 1 etapa de la Flèche du Sud
- 3.º en el Campeonato de Alemania en Ruta